# 卡捷琳娜·泽连科
卡捷琳娜·米哈伊利芙娜·泽连科（羅馬化：Kateryna Mykhailivna Zelenko；1980年8月10日—），乌克兰外交官。1980年8月10日出生于文尼察，2002年毕业于基辅塔拉斯舍甫琴科国立大学，獲国际关系博士学位。2018年11月至2020年11月，她担任乌克兰外交部发言人。泽连斯基总统于2020年11月14日任命她为乌克兰驻新加坡大使。